# Mesoclistus atuberculatus
Mesoclistus atuberculatus är en stekelart som beskrevs av Wang 1983. Mesoclistus atuberculatus ingår i släktet Mesoclistus och familjen brokparasitsteklar. Inga underarter finns listade i Catalogue of Life.